# 1969년 오리콘 1위 싱글 목록
일본에서 한 주간 가장 많이 팔린 싱글은 오리콘 주간 차트에 실리며, 이 차트는 오리콘이 발행하는 잡지 《오리스타》에 개제된다. 판매량은 한 주 동안의 각 싱글의 판매량을 기준으로 오리콘이 종합한다.

## 차트 기록
| 발행일    | 싱글                         | 가수            | 참고                 |
| --------- | ---------------------------- | --------------- | -------------------- |
| 1월 6일   | 「恋の季節」                 | 핑키와 킬러스   |                      |
| 1월 13일  | 「恋の季節」                 | 핑키와 킬러스   |                      |
| 1월 20일  | 「恋の季節」                 | 핑키와 킬러스   |                      |
| 1월 27일  | 「悲しき天使」               | 메리 홉킨       |                      |
| 2월 3일   | 「涙の季節」                 | 핑키와 킬러스   |                      |
| 2월 10일  | 「ブルー・ライト・ヨコハマ」 | 이시다 아유미   | 9주 연속             |
| 2월 17일  | 「ブルー・ライト・ヨコハマ」 | 이시다 아유미   | 9주 연속             |
| 2월 24일  | 「ブルー・ライト・ヨコハマ」 | 이시다 아유미   | 9주 연속             |
| 3월 3일   | 「ブルー・ライト・ヨコハマ」 | 이시다 아유미   | 9주 연속             |
| 3월 10일  | 「ブルー・ライト・ヨコハマ」 | 이시다 아유미   | 9주 연속             |
| 3월 17일  | 「ブルー・ライト・ヨコハマ」 | 이시다 아유미   | 9주 연속             |
| 3월 24일  | 「ブルー・ライト・ヨコハマ」 | 이시다 아유미   | 9주 연속             |
| 3월 31일  | 「ブルー・ライト・ヨコハマ」 | 이시다 아유미   | 9주 연속             |
| 4월 7일   | 「ブルー・ライト・ヨコハマ」 | 이시다 아유미   | 9주 연속             |
| 4월 14일  | 「夜明けのスキャット」       | 유키 사오리     | 1969년 1위 8주 연속  |
| 4월 21일  | 「夜明けのスキャット」       | 유키 사오리     | 1969년 1위 8주 연속  |
| 4월 28일  | 「夜明けのスキャット」       | 유키 사오리     | 1969년 1위 8주 연속  |
| 5월 5일   | 「夜明けのスキャット」       | 유키 사오리     | 1969년 1위 8주 연속  |
| 5월 12일  | 「夜明けのスキャット」       | 유키 사오리     | 1969년 1위 8주 연속  |
| 5월 19일  | 「夜明けのスキャット」       | 유키 사오리     | 1969년 1위 8주 연속  |
| 5월 26일  | 「夜明けのスキャット」       | 유키 사오리     | 1969년 1위 8주 연속  |
| 6월 2일   | 「夜明けのスキャット」       | 유키 사오리     | 1969년 1위 8주 연속  |
| 6월 9일   | 「港町ブルース」             | 모리 신이치     | 5주 연속             |
| 6월 16일  | 「港町ブルース」             | 모리 신이치     | 5주 연속             |
| 6월 23일  | 「港町ブルース」             | 모리 신이치     | 5주 연속             |
| 6월 30일  | 「港町ブルース」             | 모리 신이치     | 5주 연속             |
| 7월 7일   | 「港町ブルース」             | 모리 신이치     | 5주 연속             |
| 7월 14일  | 「禁じられた恋」             | 모리야마 료코   | 8주 연속             |
| 7월 21일  | 「禁じられた恋」             | 모리야마 료코   | 8주 연속             |
| 7월 28일  | 「禁じられた恋」             | 모리야마 료코   | 8주 연속             |
| 8월 4일   | 「禁じられた恋」             | 모리야마 료코   | 8주 연속             |
| 8월 11일  | 「禁じられた恋」             | 모리야마 료코   | 8주 연속             |
| 8월 18일  | 「禁じられた恋」             | 모리야마 료코   | 8주 연속             |
| 8월 25일  | 「禁じられた恋」             | 모리야마 료코   | 8주 연속             |
| 9월 1일   | 「禁じられた恋」             | 모리야마 료코   | 8주 연속             |
| 9월 8일   | 「池袋の夜」                 | 아오에 미나     | 6주 연속             |
| 9월 15일  | 「池袋の夜」                 | 아오에 미나     | 6주 연속             |
| 9월 22일  | 「池袋の夜」                 | 아오에 미나     | 6주 연속             |
| 9월 29일  | 「池袋の夜」                 | 아오에 미나     | 6주 연속             |
| 10월 6일  | 「池袋の夜」                 | 아오에 미나     | 6주 연속             |
| 10월 13일 | 「池袋の夜」                 | 아오에 미나     | 6주 연속             |
| 10월 20일 | 「人形の家」                 | 히로타 미에코   | 3주 연속             |
| 10월 27일 | 「人形の家」                 | 히로타 미에코   | 3주 연속             |
| 11월 3일  | 「人形の家」                 | 히로타 미에코   | 3주 연속             |
| 11월 10일 | 「黒ネコのタンゴ」           | 미나가와 오사무 | 1970년 1위 14주 연속 |
| 11월 17일 | 「黒ネコのタンゴ」           | 미나가와 오사무 | 1970년 1위 14주 연속 |
| 11월 24일 | 「黒ネコのタンゴ」           | 미나가와 오사무 | 1970년 1위 14주 연속 |
| 12월 1일  | 「黒ネコのタンゴ」           | 미나가와 오사무 | 1970년 1위 14주 연속 |
| 12월 8일  | 「黒ネコのタンゴ」           | 미나가와 오사무 | 1970년 1위 14주 연속 |
| 12월 15일 | 「黒ネコのタンゴ」           | 미나가와 오사무 | 1970년 1위 14주 연속 |
| 12월 22일 | 「黒ネコのタンゴ」           | 미나가와 오사무 | 1970년 1위 14주 연속 |
| 12월 29일 | 「黒ネコのタンゴ」           | 미나가와 오사무 | 1970년 1위 14주 연속 |

## 연간 TOP 10
※ 집계: 1968년 12월 2일 - 1969년 11월 24일
- 1위: 유키 사오리 「夜明けのスキャット」
- 2위: 모리 신이치 「港町ブルース」
- 3위: 이시다 아유미 「ブルー・ライト・ヨコハマ」
- 4위: 핑키와 킬러스 「恋の季節」
- 5위: 미나가와 오사무 「黒ネコのタンゴ」
- 6위: 모리야마 료코 「禁じられた恋」
- 7위: 아오에 미나 「池袋の夜」
- 8위: 우치야마다 히로시와 쿨 파이브 「長崎は今日も雨だった」
- 9위: 카르멘 마키 「時には母のない子のように」
- 10위: 아오에 미나 「長崎ブルース」